# Camerun ai Giochi della XXXII Olimpiade
Il Camerun ha partecipato ai Giochi della XXXII Olimpiade, che si sono svolti a Tokyo, Giappone, dal 23 luglio al 8 agosto 2021 (inizialmente previsti dal 24 luglio al 9 agosto 2020 ma posticipati per la pandemia di COVID-19) con 12 atleti in 7 discipline.

## Delegazione
| Sport             | Uomini | Donne | Totale |
| ----------------- | ------ | ----- | ------ |
| Atletica leggera  | 1      | 0     | 1      |
| Judo              | 0      | 2     | 2      |
| Lotta             | 0      | 1     | 1      |
| Nuoto             | 1      | 1     | 2      |
| Pugilato          | 3      | 0     | 3      |
| Sollevamento pesi | 0      | 2     | 2      |
| Tennistavolo      | 0      | 1     | 1      |
| Totale            | 5      | 7     | 12     |

## Risultati

### Atletica leggera
Eventi su pista e strada
| Atleta         | Evento               | Batteria  | Batteria  | Semifinale      | Semifinale      | Finale          | Finale          |
| Atleta         | Evento               | Risultato | Posizione | Risultato       | Posizione       | Risultato       | Posizione       |
| -------------- | -------------------- | --------- | --------- | --------------- | --------------- | --------------- | --------------- |
| Emmanuel Eseme | 200 m piani maschili | 20"65     | 4º        | Non qualificato | Non qualificato | Non qualificato | Non qualificato |

### Judo
| Atleta                  | Evento           | Preliminari          | 16-esimi             | Ottavi               | Quarti               | Semifinali           | Ripescaggio          | Finale               | Pos.            |
| Atleta                  | Evento           | Avversario Punteggio | Avversario Punteggio | Avversario Punteggio | Avversario Punteggio | Avversario Punteggio | Avversario Punteggio | Avversario Punteggio | Pos.            |
| ----------------------- | ---------------- | -------------------- | -------------------- | -------------------- | -------------------- | -------------------- | -------------------- | -------------------- | --------------- |
| Ayuk Otay Arrey Sophina | 70 kg femminile  | N.D.                 | Kim P 00–10          | Non qualificata      | Non qualificata      | Non qualificata      | Non qualificata      | Non qualificata      | Non qualificata |
| Hortence Atangana       | +78 kg femminile | N.D.                 | Sayit P 00–01        | Non qualificata      | Non qualificata      | Non qualificata      | Non qualificata      | Non qualificata      | Non qualificata |

### Lotta

#### Libera
| Atleta         | Evento          | Ottavi di finale     | Quarti di finale     | Semifinali           | Ripescaggio          | Finale / FB          | Pos. |
| Atleta         | Evento          | Avversario Risultato | Avversario Risultato | Avversario Risultato | Avversario Risultato | Avversario Risultato | Pos. |
| -------------- | --------------- | -------------------- | -------------------- | -------------------- | -------------------- | -------------------- | ---- |
| Joseph Essombe | 53 kg femminile | Mukaida P (0-10)     | Non qualificata      | Non qualificata      | Zasina V (4-4PP)     | Bolortuyaa P (4-14)  | 5ª   |

### Nuoto
| Atleta                   | Evento                      | Batterie | Batterie  | Semifinali      | Semifinali      | Finale          | Finale          |
| Atleta                   | Evento                      | Tempo    | Posizione | Tempo           | Posizione       | Tempo           | Posizione       |
| ------------------------ | --------------------------- | -------- | --------- | --------------- | --------------- | --------------- | --------------- |
| Charly Ndjoume           | 50 m stile libero maschili  | 27"22    | 64º       | Non qualificato | Non qualificato | Non qualificato | Non qualificato |
| Norah Elisabeth Milanesi | 50 m stile libero femminili | 26"41    | 44ª       | Non qualificata | Non qualificata | Non qualificata | Non qualificata |

### Pugilato
| Atleta            | Evento               | 16-esimi             | Ottavi               | Quarti               | Semifinali           | Finale               | Pos.            |
| Atleta            | Evento               | Avversario Punteggio | Avversario Punteggio | Avversario Punteggio | Avversario Punteggio | Avversario Punteggio | Pos.            |
| ----------------- | -------------------- | -------------------- | -------------------- | -------------------- | -------------------- | -------------------- | --------------- |
| Albert Mengue     | Pesi welter maschile | Dlamini V RSC        | Walsh P (0-5)        | Non qualificato      | Non qualificato      | Non qualificato      | Non qualificato |
| Wilfried Ntsengue | Pesi medi maschile   | Tshama P (2–3)       | Non qualificato      | Non qualificato      | Non qualificato      | Non qualificato      | Non qualificato |
| Maxime Yegnong    | Pesi supermassimi    | Bye                  | Veriasov P (0-5)     | Non qualificato      | Non qualificato      | Non qualificato      | Non qualificato |

### Sollevamento pesi
| Atleta               | Evento          | Strappo   | Strappo    | Slancio   | Slancio    | Totale | Classifica |
| Atleta               | Evento          | Risultato | Classifica | Risultato | Classifica | Totale | Classifica |
| -------------------- | --------------- | --------- | ---------- | --------- | ---------- | ------ | ---------- |
| Jeanne Gaëlle Eyenga | 76 kg femminile | 91        | 12ª        | 111       | 11ª        | 202    | 11ª        |
| Clementine Meukeugni | 87 kg femminile | 99        | 12ª        | 125       | 10ª        | 224    | 11ª        |

### Tennistavolo
| Atleta        | Evento            | Preliminari          | Round 1              | Round 2              | Round 3              | Ottavi               | Quarti               | Semifinali           | Finale               | Pos.            |
| Atleta        | Evento            | Avversario Punteggio | Avversario Punteggio | Avversario Punteggio | Avversario Punteggio | Avversario Punteggio | Avversario Punteggio | Avversario Punteggio | Avversario Punteggio | Pos.            |
| ------------- | ----------------- | -------------------- | -------------------- | -------------------- | -------------------- | -------------------- | -------------------- | -------------------- | -------------------- | --------------- |
| Sarah Hanffou | Singolo femminile | Trifonova P (1–4)    | Non qualificata      | Non qualificata      | Non qualificata      | Non qualificata      | Non qualificata      | Non qualificata      | Non qualificata      | Non qualificata |